# ExFAT
exFAT (Extended File Allocation Table, někdy označovaný jako FAT64) je proprietární souborový systém firmy Microsoft určený pro výměnná paměťová média (např. USB flash disk). Formát exFAT je nástupcem FAT32 a jeho hlavním přínosem je odstranění limitů FAT32 pro velikost oddílu (ve Windows max. 32 GiB) a velikosti souborů (max. 4 GiB). Poprvé byl představen v listopadu 2006 a v lednu 2009 si jej firma Microsoft nechala patentovat, což omezuje jeho využití (vyžaduje poplatky za licenci).

## Využití
exFAT je vhodný hlavně pro flash disky, očekává se nebo již započala implementace též pro vyměnitelná paměťová média jako např. vysokokapacitní paměťové karty (SDXC) nebo SSD disky.
Využití exFAT nachází tam, kde stávající souborové systémy přestávají stačit nárokům na ukládání souborů (zejména co do kapacity, ale i počtu souborů, velikosti clusterů), přináší i několik nových funkcí (přidělování nového místa, transakce). V několika ohledech mu konkuruje systém NTFS, který taktéž vyhovuje nárokům vysokokapacitních úložných prostorů a data ukládá do struktury B+ strom, která oproti prosté tabulce u exFAT vykazuje lepší výkon při hledání fragmentovaných souborů. NTFS je ale značně složitější na implementaci, a lze obecně říci, že zatímco NTFS má nejlepší využití v „pracovních“ harddiscích s operačním systémem, exFAT bude zase vhodnější pro disky a média pro archivaci většího množství souborů, které se v něm příliš často nepřepisují. exFAT je tedy navrženo jako souborový systém s podporou velké kapacity a současně jednoduché implementace, což s výhodou využijí různá elektronická zařízení (digitální fotoaparáty, MP3 přehrávače, smartphony, …) pro jeho podporu.

## Výhody
Výhody oproti systému FAT a FAT32 jsou:
- počet sektorů ve svazku až 264−1
- větší limit velikosti souboru. Je uváděna teoretická hodnota 64 ZiB,[2] ale vzhledem k tomu, že velikosti každého souboru je v exFAT vyhrazeno 64 bitů, největší soubor může tedy zabírat 264−1 B tedy 16 EiB. Doporučená maximální velikost je však 512 TiB.
- velikost svazku 128 EiB.
- velikost clusteru až 2255 bajtů, implementační limit je však 32 MiB
- velikost podadresáře až 256 MiB
- zvýšená rychlost při přidělování volného prostoru (díky použití bitmapy volného prostoru)
- podpora pro více než 65536 souborů v jednom adresáři (2 796 202)[1]
- podpora pro ACL (Access control lists; v současné době pouze u Windows CE 6.0)
- podpora pro transakce (volitelná funkce, její implementace závisí na výrobci zařízení; transakce v exFAT dostaly název TFAT)[3]

## Další vlastnosti
- atributy souborů: pouze pro čtení, skrytý, archivovaný, podadresář, jmenovka svazku
- souborová data jsou (na stejném principu jako u původní FAT) ukládána v lineární alokační tabulce, v clusterech, s možností uložit u každého z nich odkaz na následující cluster s daty souboru
- clustery lze označit jako špatné a zabránit tak zápisu na ně
- možnosti pro jména souborů jsou stejné jako u NTFS – tedy až 255 znaků UTF-16 vyjma řídicích znaků (ASCII kódy 0 až 31) a znaků \ : * ? < > |
- stejně jako NTFS podporuje exFAT vytvářet pro soubory metadata zvaná forks
- u souboru se ukládají tři časové údaje – datum a čas vytvoření, posledního zápisu a posledního přístupu
- datum a čas může být v rozsahu mezi lety 1980 a 2107 a je ukládán s přesností na 10 ms (což je lepší než 2 s u FAT, ale o trochu horší než 100 ns u NTFS)
- nepodporuje interní (transparentní) šifrování a kompresi dat

## Podpora v operačních systémech
- První operační systém s podporou exFAT byl Windows Embedded CE 6.0 od firmy Microsoft.
- Windows Vista Service Pack 1 přidává podporu pro exFAT.[4]
- exFAT je nativně podporován od Windows 7 a výše a v serverové edici od Windows Server 2008
- Pro Windows XP byl 26. ledna 2009 vydán hotfix doplňující podporu pro exFAT.[5] To samé platí i pro OS Windows Server 2003 (32bitovou i 64bitovou verzi).
- Uzavřený licencovaný ovladač pro linux s podporou čtení i zápisu poskytuje společnost Tuxera[6] a (pod názvem XCFiles) společnost Datalight.[7] Existuje i open-source podpora pro DOS.[8]
- Mac OS X nativně podporuje exFAT od verze 10.6.5 (2010).[9]

## První média s exFAT
Jako první paměťová karta s tímto formátem byla SDXC od společnosti Pretec s kapacitou 32 GiB, vyrobená v březnu 2009 jako prototyp. Na trh se dostaly až o několik měsíců později a v roce 2010 i ve verzi s 64 GiB. První čtečky SDXC představily až v únoru 2010 firmy Elecom a Panasonic.